# Municipi de Vecumnieki
El municipi de Vecumnieki (en letó: Vecumnieku novads) és un dels 110 municipis de Letònia, que es troba localitzat al sud del país bàltic, i que té com a capital la localitat de Vecumnieki. El municipi va ser creat l'any 2009 després de la reorganització territorial.

## Ciutats i zones rurals
- Parròquia de Bārbele (zona rural)
- Parròquia de Kurmene (zona rural)
- Parròquia de Skaistkalns (zona rural)
- Parròquia Stelpe (zona rural)
- Parròquia de Valle (zona rural)
- Parròquia de Vecumnieku (zona rural)

## Població i territori
La seva població està composta per un total de 9.910 persones (2009). La superfície del municipi té uns 844 kilòmetres quadrats, i la densitat poblacional és de 11,74 habitants per kilòmetre quadrat.